# Eoandromeda octobrachiata
Eoandromeda octobrachiata (лат.) — представитель эдиакарской биоты, систематическое положение которого не определено. Обитал 580—550 млн лет назад. Представлял собой округлое тело от 1 до 4 см в диаметре с восемью щупальцами, закрученными спирально как по часовой стрелке, так и против часовой. Название образовано от др.-греч. ἕως «заря» и названия яркой спиральной галактики в Андромеде из-за древности организма и сходства формы окаменелости с формой галактики.
Описан по образцам с Эдиакарских гор в Австралии и из формации Доушаньто в Китае. Предположительно были распространены повсеместно.

## Гипотезы
Исследователи во главе с палеонтологом Feng Tang Китайской академии геологических наук в Пекине считают, что эоандромеда — древнейший гребневик. Авторы статьи считают, что 8 рядов образований похожи на гребные пластинки со спиральным паттерном в расположении этих рядов. Однако у такого организма не наблюдается бирадиальной симметрии, отсутствует рот и щупальца.